# Pavel Petrovič Suhtelen
Grof Pavel Petrovič Suhtelen (rusko Павел Петрович Сухтелен), ruski general, * 1788, † 1833.
Bil je eden izmed pomembnejših generalov, ki so se borili med Napoleonovo invazijo na Rusijo; posledično je bil njegov portret dodan v Vojaško galerijo Zimskega dvorca.
Udeležil se je bitk naslednjih vojn: koalicija proti Franciji 1805-07, rusko-švedske vojne 1808-09, rusko-turške vojne 1808-12, patriotske vojne 1812, tujih kampanj 1814-15, rusko-švedske vojne 1815, rusko-perzijske vojne 1826-28 in rusko-turške vojne 1828-29.
Bil je član Kraljeve geografske družbe in Kraljeve švedske vojaške akademije.